# Coupe du monde de football des moins de 20 ans 2019
Navigation
Corée du Sud 2017 Indonésie 2021
La 22e édition de la Coupe du monde de football des moins de 20 ans se déroule en Pologne, du 23 mai au 15 juin 2019, et réunit vingt-quatre équipes. La Pologne est qualifiée d'office en tant que pays hôte. Tout joueur né après le 1er janvier 1999 peut participer au tournoi. Elle a été remportée par l'Ukraine.

## Organisation

### Désignation du pays hôte
La Pologne est désignée comme pays hôte par le Conseil de la FIFA en mars 2018. L'Inde était également candidate mais n'a pas été retenue en raison des conditions climatiques à la période de la compétition.

## Villes et stades
| Ville         | Stade                            | Capacité |
| ------------- | -------------------------------- | -------- |
| Łódź          | Stade Ludwik-Sobolewski          | 18 018   |
| Lublin        | Arena Lublin                     | 15 500   |
| Gdynia        | Stade municipal de Gdynia        | 15 139   |
| Bydgoszcz     | Stade Zdzisław-Krzyszkowiak      | 20 247   |
| Tychy         | Stade municipal de Tychy         | 15 300   |
| Bielsko-Biała | Stade municipal de Bielsko-Biała | 15 292   |

## Qualification
| Confédération              | Tournoi qualificatif                                                                     | Qualifié(s)                              |
| -------------------------- | ---------------------------------------------------------------------------------------- | ---------------------------------------- |
| AFC (Asie)                 | Championnat d'Asie de football des moins de 19 ans 2018                                  | Qatar Japon Corée du Sud Arabie saoudite |
| CAF (Afrique)              | Coupe d'Afrique des nations des moins de 20 ans 2019                                     | Afrique du Sud Mali Nigeria Sénégal      |
| CONCACAF                   | Championnat d'Amérique du Nord, centrale et Caraïbe de football des moins de 20 ans 2018 | Mexique Panama États-Unis Honduras       |
| CONMEBOL (Amérique du Sud) | Championnat des moins de 20 ans de la CONMEBOL 2019                                      | Argentine Équateur Uruguay Colombie      |
| OFC (Océanie)              | Championnat d'Océanie de football des moins de 19 ans 2018                               | Nouvelle-Zélande Tahiti                  |
| UEFA (Europe)              | Championnat d'Europe de football des moins de 19 ans 2018                                | Italie Portugal Ukraine France Norvège   |
| UEFA (Europe)              | Pays hôte                                                                                | Pologne                                  |

## Tirage au sort
| Chapeau 1                                                      | Chapeau 2                                                  | Chapeau 3                                                   | Chapeau 4                                        |
| -------------------------------------------------------------- | ---------------------------------------------------------- | ----------------------------------------------------------- | ------------------------------------------------ |
| Pologne (pays hôte) Portugal Uruguay France États-Unis Mexique | Mali Nigeria Nouvelle Zélande Colombie Corée du Sud Italie | Arabie Saoudite Sénégal Argentine Équateur Ukraine Honduras | Japon Afrique du Sud Panama Norvège Qatar Tahiti |

## Phase de groupes
Les 24 équipes qualifiées sont réparties pour le premier tour dans 6 groupes de 4 équipes. Les deux premiers de chaque groupe se qualifient pour les huitièmes de finale, ainsi que les 4 meilleurs troisièmes.

### Groupe A
| Rang | Équipe   | Pts | J | G | N | P | Bp | Bc | Diff |
| ---- | -------- | --- | - | - | - | - | -- | -- | ---- |
| 1    | Sénégal  | 7   | 3 | 2 | 1 | 0 | 5  | 0  | +5   |
| 2    | Colombie | 6   | 3 | 2 | 0 | 1 | 8  | 2  | +6   |
| 3    | Pologne  | 4   | 3 | 1 | 1 | 1 | 5  | 2  | +3   |
| 4    | Tahiti   | 0   | 3 | 0 | 0 | 3 | 0  | 14 | -14  |

1re journée
| Jeudi 23 mai | Tahiti  | 0 - 3   | Sénégal           | Arena Lublin, Lublin                                                         |                                                                              |
| 18h00        |         | (0 - 2) | 1re 29e 50e Sagna | Spectateurs : 4 661 Arbitrage : Muhammad Taqi Arbitre vidéo : Pol van Boekel | Spectateurs : 4 661 Arbitrage : Muhammad Taqi Arbitre vidéo : Pol van Boekel |
| 18h00        | Rapport |         |                   | Spectateurs : 4 661 Arbitrage : Muhammad Taqi Arbitre vidéo : Pol van Boekel | Spectateurs : 4 661 Arbitrage : Muhammad Taqi Arbitre vidéo : Pol van Boekel |

| Jeudi 23 mai | Pologne | 0 - 2   | Colombie                    | Stade Ludwik-Sobolewski, Łódź                                                 |                                                                               |
| 20h30        |         | (0 - 1) | 23e Angulo · 90+3e Sandoval | Spectateurs : 17 463 Arbitrage : Mustapha Ghorbal Arbitre vidéo : Marco Guida | Spectateurs : 17 463 Arbitrage : Mustapha Ghorbal Arbitre vidéo : Marco Guida |
| 20h30        | Rapport |         |                             | Spectateurs : 17 463 Arbitrage : Mustapha Ghorbal Arbitre vidéo : Marco Guida | Spectateurs : 17 463 Arbitrage : Mustapha Ghorbal Arbitre vidéo : Marco Guida |

2e journée
| Dimanche 26 mai | Sénégal                            | 2 - 0   | Colombie | Arena Lublin, Lublin                                                              |                                                                                   |
| 18h30           | Niane 34e (pen.) · Lopy 85e (pen.) | (1 - 0) |          | Spectateurs : 10 450 Arbitrage : Michael Oliver Arbitre vidéo : Artur Soares Dias | Spectateurs : 10 450 Arbitrage : Michael Oliver Arbitre vidéo : Artur Soares Dias |
| 18h30           | Rapport                            |         |          | Spectateurs : 10 450 Arbitrage : Michael Oliver Arbitre vidéo : Artur Soares Dias | Spectateurs : 10 450 Arbitrage : Michael Oliver Arbitre vidéo : Artur Soares Dias |

| Dimanche 26 mai | Pologne                                                       | 5 - 0   | Tahiti | Stade Ludwik-Sobolewski, Łódź                                                 |                                                                               |
| 20h30           | Bednarczyk 18e · Zylla 37e · Steczyk 39e 61e · Benedyczak 74e | (3 - 0) |        | Spectateurs : 15 894 Arbitrage : Ahmed Al-Kaf Arbitre vidéo : Khamis Al Marri | Spectateurs : 15 894 Arbitrage : Ahmed Al-Kaf Arbitre vidéo : Khamis Al Marri |
| 20h30           | Rapport                                                       |         |        | Spectateurs : 15 894 Arbitrage : Ahmed Al-Kaf Arbitre vidéo : Khamis Al Marri | Spectateurs : 15 894 Arbitrage : Ahmed Al-Kaf Arbitre vidéo : Khamis Al Marri |

3e journée
| Mercredi 29 mai | Sénégal | 0 - 0   | Pologne | Stade Ludwik-Sobolewski, Łódź                                                 |                                                                               |
| 20h30           |         | (0 - 0) |         | Spectateurs : 15 829 Arbitrage : Raphael Claus Arbitre vidéo : Wilton Sampaio | Spectateurs : 15 829 Arbitrage : Raphael Claus Arbitre vidéo : Wilton Sampaio |
| 20h30           | Rapport |         |         | Spectateurs : 15 829 Arbitrage : Raphael Claus Arbitre vidéo : Wilton Sampaio | Spectateurs : 15 829 Arbitrage : Raphael Claus Arbitre vidéo : Wilton Sampaio |

| Mercredi 29 mai | Colombie                                            | 6 - 0   | Tahiti | Arena Lublin, Lublin                                                                 |                                                                                      |
| 20h30           | Sinisterra 8e 37e · Cucho 38e 42e 70e · Caicedo 87e | (4 - 0) |        | Spectateurs : 4 693 Arbitrage : Daniel Siebert Arbitre vidéo : Juan Martínez Manuera | Spectateurs : 4 693 Arbitrage : Daniel Siebert Arbitre vidéo : Juan Martínez Manuera |
| 20h30           | Rapport                                             |         |        | Spectateurs : 4 693 Arbitrage : Daniel Siebert Arbitre vidéo : Juan Martínez Manuera | Spectateurs : 4 693 Arbitrage : Daniel Siebert Arbitre vidéo : Juan Martínez Manuera |

### Groupe B
| Rang | Équipe   | Pts | J | G | N | P | Bp | Bc | Diff |
| ---- | -------- | --- | - | - | - | - | -- | -- | ---- |
| 1    | Italie   | 7   | 3 | 2 | 1 | 0 | 3  | 1  | +2   |
| 2    | Japon    | 5   | 3 | 1 | 2 | 0 | 4  | 1  | +3   |
| 3    | Équateur | 4   | 3 | 1 | 1 | 1 | 2  | 2  | 0    |
| 4    | Mexique  | 0   | 3 | 0 | 0 | 3 | 1  | 6  | -5   |

1re journée
| Jeudi 23 mai | Mexique        | 1 - 2   | Italie                    | Stade municipal de Gdynia, Gdynia                                            |                                                                              |
| 18h00        | de la Rosa 37e | (1 - 1) | 3e Frattesi · 67e Ranieri | Spectateurs : 7 893 Arbitrage : Raphael Claus Arbitre vidéo : Wilton Sampaio | Spectateurs : 7 893 Arbitrage : Raphael Claus Arbitre vidéo : Wilton Sampaio |
| 18h00        | Rapport        |         |                           | Spectateurs : 7 893 Arbitrage : Raphael Claus Arbitre vidéo : Wilton Sampaio | Spectateurs : 7 893 Arbitrage : Raphael Claus Arbitre vidéo : Wilton Sampaio |

| Jeudi 23 mai | Japon      | 1 - 1   | Équateur         | Stade Zdzisław-Krzyszkowiak, Bydgoszcz                                          |                                                                                 |
| 20h30        | Yamada 68e | (0 - 1) | 45e (csc) Tagawa | Spectateurs : 3 018 Arbitrage : Slavko Vinčić Arbitre vidéo : Artur Soares Dias | Spectateurs : 3 018 Arbitrage : Slavko Vinčić Arbitre vidéo : Artur Soares Dias |
| 20h30        | Rapport    |         |                  | Spectateurs : 3 018 Arbitrage : Slavko Vinčić Arbitre vidéo : Artur Soares Dias | Spectateurs : 3 018 Arbitrage : Slavko Vinčić Arbitre vidéo : Artur Soares Dias |

2e journée
| Dimanche 26 mai | Mexique | 0 - 3   | Japon                          | Stade municipal de Gdynia, Gdynia                                         |                                                                           |
| 15h30           |         | (0 - 1) | 21e 77e Miyashiro · 52e Tagawa | Spectateurs : 4 930 Arbitrage : Daniel Siebert Arbitre vidéo : Alan Kelly | Spectateurs : 4 930 Arbitrage : Daniel Siebert Arbitre vidéo : Alan Kelly |
| 15h30           | Rapport |         |                                | Spectateurs : 4 930 Arbitrage : Daniel Siebert Arbitre vidéo : Alan Kelly | Spectateurs : 4 930 Arbitrage : Daniel Siebert Arbitre vidéo : Alan Kelly |

| Dimanche 26 mai | Équateur | 0 - 1   | Italie        | Stade Zdzisław-Krzyszkowiak, Bydgoszcz                                           |                                                                                  |
| 18h00           |          | (0 - 1) | 15e Pinamonti | Spectateurs : 6 717 Arbitrage : Adham Makhadmeh Arbitre vidéo : Pawel Raczkowski | Spectateurs : 6 717 Arbitrage : Adham Makhadmeh Arbitre vidéo : Pawel Raczkowski |
| 18h00           | Rapport  |         |               | Spectateurs : 6 717 Arbitrage : Adham Makhadmeh Arbitre vidéo : Pawel Raczkowski | Spectateurs : 6 717 Arbitrage : Adham Makhadmeh Arbitre vidéo : Pawel Raczkowski |

3e journée
| Mercredi 29 mai | Équateur  | 1 - 0   | Mexique | Stade municipal de Gdynia, Gdynia                                              |                                                                                |
| 18h00           | Plata 12e | (1 - 0) |         | Spectateurs : 4 208 Arbitrage : Ivan Kružliak Arbitre vidéo : Pawel Raczkowski | Spectateurs : 4 208 Arbitrage : Ivan Kružliak Arbitre vidéo : Pawel Raczkowski |
| 18h00           | Rapport   |         |         | Spectateurs : 4 208 Arbitrage : Ivan Kružliak Arbitre vidéo : Pawel Raczkowski | Spectateurs : 4 208 Arbitrage : Ivan Kružliak Arbitre vidéo : Pawel Raczkowski |

| Mercredi 29 mai | Italie  | 0 - 0   | Japon | Stade municipal de Gdynia, Gdynia                                               |                                                                                 |
| 18h00           |         | (0 - 0) |       | Spectateurs : 6 702 Arbitrage : Mustapha Ghorbal Arbitre vidéo : Pol van Boekel | Spectateurs : 6 702 Arbitrage : Mustapha Ghorbal Arbitre vidéo : Pol van Boekel |
| 18h00           | Rapport |         |       | Spectateurs : 6 702 Arbitrage : Mustapha Ghorbal Arbitre vidéo : Pol van Boekel | Spectateurs : 6 702 Arbitrage : Mustapha Ghorbal Arbitre vidéo : Pol van Boekel |

### Groupe C
| Rang | Équipe           | Pts | J | G | N | P | Bp | Bc | Diff |
| ---- | ---------------- | --- | - | - | - | - | -- | -- | ---- |
| 1    | Uruguay          | 9   | 3 | 3 | 0 | 0 | 7  | 1  | +6   |
| 2    | Nouvelle-Zélande | 6   | 3 | 2 | 0 | 1 | 7  | 2  | +5   |
| 3    | Norvège          | 3   | 3 | 1 | 0 | 2 | 13 | 5  | +8   |
| 4    | Honduras         | 0   | 3 | 0 | 0 | 3 | 0  | 19 | -19  |

1re journée
| Vendredi 24 mai | Honduras | 0 - 5   | Nouvelle-Zélande                                          | Arena Lublin, Lublin                                                          |                                                                               |
| 18h00           |          | (0 - 3) | 8e (csc) Diego · 17e 27e Waine · 51e Singh · 90+2e Conroy | Spectateurs : 4 484 Arbitrage : Alexis Herrera Arbitre vidéo : Julio Bascunan | Spectateurs : 4 484 Arbitrage : Alexis Herrera Arbitre vidéo : Julio Bascunan |
| 18h00           | Rapport  |         |                                                           | Spectateurs : 4 484 Arbitrage : Alexis Herrera Arbitre vidéo : Julio Bascunan | Spectateurs : 4 484 Arbitrage : Alexis Herrera Arbitre vidéo : Julio Bascunan |

| Vendredi 24 mai | Uruguay                                 | 3 - 1   | Norvège          | Stade Ludwik-Sobolewski, Łódź                                            |                                                                          |
| 20h30           | Núñez 21e · Ginella 29e · Rodríguez 88e | (2 - 0) | 46e Borchgrevink | Spectateurs : 4 626 Arbitrage : Ismail Elfath Arbitre vidéo : Alan Kelly | Spectateurs : 4 626 Arbitrage : Ismail Elfath Arbitre vidéo : Alan Kelly |
| 20h30           | Rapport                                 |         |                  | Spectateurs : 4 626 Arbitrage : Ismail Elfath Arbitre vidéo : Alan Kelly | Spectateurs : 4 626 Arbitrage : Ismail Elfath Arbitre vidéo : Alan Kelly |

2e journée
| Lundi 27 mai | Honduras | 0 - 2   | Uruguay                           | Arena Lublin, Lublin                                                                    |                                                                                         |
| 18h00        |          | (0 - 1) | 41e Acevedo · 90+1e Schiappacasse | Spectateurs : 6 173 Arbitrage : Jesús Gil Manzano Arbitre vidéo : Juan Martínez Manuera | Spectateurs : 6 173 Arbitrage : Jesús Gil Manzano Arbitre vidéo : Juan Martínez Manuera |
| 18h00        | Rapport  |         |                                   | Spectateurs : 6 173 Arbitrage : Jesús Gil Manzano Arbitre vidéo : Juan Martínez Manuera | Spectateurs : 6 173 Arbitrage : Jesús Gil Manzano Arbitre vidéo : Juan Martínez Manuera |

| Lundi 27 mai | Norvège | 0 - 2   | Nouvelle-Zélande                   | Stade Ludwik-Sobolewski, Łódź                                                            |                                                                                          |
| 20h30        |         | (0 - 0) | 71e Stensness · 83e (csc) Kitolano | Spectateurs : 2 165 Arbitrage : Jean-Jacques Ndala Ngambo Arbitre vidéo : Pol van Boekel | Spectateurs : 2 165 Arbitrage : Jean-Jacques Ndala Ngambo Arbitre vidéo : Pol van Boekel |
| 20h30        | Rapport |         |                                    | Spectateurs : 2 165 Arbitrage : Jean-Jacques Ndala Ngambo Arbitre vidéo : Pol van Boekel | Spectateurs : 2 165 Arbitrage : Jean-Jacques Ndala Ngambo Arbitre vidéo : Pol van Boekel |

3e journée
| Jeudi 30 mai | Norvège                                                                                     | 12 - 0  | Honduras | Arena Lublin, Lublin                                                                |                                                                                     |
| 18h00        | Haaland 7e 20e 36e (pen.) 43e 50e 67e 77e 88e 90e · Østigård 30e · Hauge 46e · Markovic 82e | (5 - 0) |          | Spectateurs : 5 646 Arbitrage : Muhammad Taqi Arbitre vidéo : Juan Martínez Manuera | Spectateurs : 5 646 Arbitrage : Muhammad Taqi Arbitre vidéo : Juan Martínez Manuera |
| 18h00        | Rapport                                                                                     |         |          | Spectateurs : 5 646 Arbitrage : Muhammad Taqi Arbitre vidéo : Juan Martínez Manuera | Spectateurs : 5 646 Arbitrage : Muhammad Taqi Arbitre vidéo : Juan Martínez Manuera |

| Jeudi 30 mai | Nouvelle-Zélande | 0 - 2   | Uruguay                     | Stade Ludwik-Sobolewski, Łódź                                                     |                                                                                   |
| 18h00        |                  | (0 - 1) | 40e Núñez · 90+5e Rodríguez | Spectateurs : 4 385 Arbitrage : Adham Makhadmeh Arbitre vidéo : Artur Soares Dias | Spectateurs : 4 385 Arbitrage : Adham Makhadmeh Arbitre vidéo : Artur Soares Dias |
| 18h00        | Rapport          |         |                             | Spectateurs : 4 385 Arbitrage : Adham Makhadmeh Arbitre vidéo : Artur Soares Dias | Spectateurs : 4 385 Arbitrage : Adham Makhadmeh Arbitre vidéo : Artur Soares Dias |

### Groupe D
| Rang | Équipe     | Pts | J | G | N | P | Bp | Bc | Diff |
| ---- | ---------- | --- | - | - | - | - | -- | -- | ---- |
| 1    | Ukraine    | 7   | 3 | 2 | 1 | 0 | 4  | 2  | +2   |
| 2    | États-Unis | 6   | 3 | 2 | 0 | 1 | 4  | 2  | +2   |
| 3    | Nigeria    | 4   | 3 | 1 | 1 | 1 | 5  | 3  | +2   |
| 4    | Qatar      | 0   | 3 | 0 | 0 | 3 | 0  | 6  | -6   |

1re journée
| Vendredi 24 mai | Qatar   | 0 - 4   | Nigeria                                                    | Stade municipal de Tychy, Tychy                                                         |                                                                                         |
| 18h00           |         | (0 - 2) | 12e Effiom · 24e Offia · 68e Dele-Bashiru · 74e Salawudeen | Spectateurs : 3 010 Arbitrage : Fernando Guerrero Arbitre vidéo : Juan Martínez Manuera | Spectateurs : 3 010 Arbitrage : Fernando Guerrero Arbitre vidéo : Juan Martínez Manuera |
| 18h00           | Rapport |         |                                                            | Spectateurs : 3 010 Arbitrage : Fernando Guerrero Arbitre vidéo : Juan Martínez Manuera | Spectateurs : 3 010 Arbitrage : Fernando Guerrero Arbitre vidéo : Juan Martínez Manuera |

| Vendredi 24 mai | Ukraine                 | 2 - 1   | États-Unis   | Stade municipal de Bielsko-Biała, Bielsko-Biała                                |                                                                                |
| 20h30           | Buletsa 26e · Popov 51e | (1 - 1) | 32e Servania | Spectateurs : 4 310 Arbitrage : Maguette N'Diaye Arbitre vidéo : Benoît Millot | Spectateurs : 4 310 Arbitrage : Maguette N'Diaye Arbitre vidéo : Benoît Millot |
| 20h30           | Rapport                 |         |              | Spectateurs : 4 310 Arbitrage : Maguette N'Diaye Arbitre vidéo : Benoît Millot | Spectateurs : 4 310 Arbitrage : Maguette N'Diaye Arbitre vidéo : Benoît Millot |

2e journée
| Lundi 27 mai | Qatar   | 0 - 1   | Ukraine   | Stade municipal de Tychy, Tychy                                              |                                                                              |
| 18h00        |         | (0 - 0) | 59e Popov | Spectateurs : 3 513 Arbitrage : Said Martinez Arbitre vidéo : Julio Bascunan | Spectateurs : 3 513 Arbitrage : Said Martinez Arbitre vidéo : Julio Bascunan |
| 18h00        | Rapport |         |           | Spectateurs : 3 513 Arbitrage : Said Martinez Arbitre vidéo : Julio Bascunan | Spectateurs : 3 513 Arbitrage : Said Martinez Arbitre vidéo : Julio Bascunan |

| Lundi 27 mai | États-Unis   | 2 - 0   | Nigeria | Stade municipal de Bielsko-Biała, Bielsko-Biała                              |                                                                              |
| 20h30        | Soto 18e 46e | (1 - 0) |         | Spectateurs : 3 427 Arbitrage : Benoît Bastien Arbitre vidéo : Benoît Millot | Spectateurs : 3 427 Arbitrage : Benoît Bastien Arbitre vidéo : Benoît Millot |
| 20h30        | Rapport      |         |         | Spectateurs : 3 427 Arbitrage : Benoît Bastien Arbitre vidéo : Benoît Millot | Spectateurs : 3 427 Arbitrage : Benoît Bastien Arbitre vidéo : Benoît Millot |

3e journée
| Jeudi 30 mai | États-Unis | 1 - 0   | Qatar | Stade municipal de Tychy, Tychy                                                  |                                                                                  |
| 20h30        | Weah 76e   | (0 - 0) |       | Spectateurs : 3 651 Arbitrage : Abdelkader Zitouni Arbitre vidéo : Benoît Millot | Spectateurs : 3 651 Arbitrage : Abdelkader Zitouni Arbitre vidéo : Benoît Millot |
| 20h30        | Rapport    |         |       | Spectateurs : 3 651 Arbitrage : Abdelkader Zitouni Arbitre vidéo : Benoît Millot | Spectateurs : 3 651 Arbitrage : Abdelkader Zitouni Arbitre vidéo : Benoît Millot |

| Jeudi 30 mai | Nigeria           | 1 - 1   | Ukraine   | Stade municipal de Bielsko-Biała, Bielsko-Biała                                   |                                                                                   |
| 20h30        | Tijani 51e (pen.) | (0 - 1) | 30e Sikan | Spectateurs : 3 143 Arbitrage : Fernando Rapallini Arbitre vidéo : Julio Bascunan | Spectateurs : 3 143 Arbitrage : Fernando Rapallini Arbitre vidéo : Julio Bascunan |
| 20h30        | Rapport           |         |           | Spectateurs : 3 143 Arbitrage : Fernando Rapallini Arbitre vidéo : Julio Bascunan | Spectateurs : 3 143 Arbitrage : Fernando Rapallini Arbitre vidéo : Julio Bascunan |

### Groupe E
| Rang | Équipe          | Pts | J | G | N | P | Bp | Bc | Diff |
| ---- | --------------- | --- | - | - | - | - | -- | -- | ---- |
| 1    | France          | 9   | 3 | 3 | 0 | 0 | 7  | 2  | +5   |
| 2    | Mali            | 4   | 3 | 1 | 1 | 1 | 7  | 7  | 0    |
| 3    | Panama          | 4   | 3 | 1 | 1 | 1 | 3  | 4  | -1   |
| 4    | Arabie saoudite | 0   | 3 | 0 | 0 | 3 | 4  | 8  | -4   |

1re journée
| Samedi 25 mai | Panama             | 1 - 1   | Mali      | Stade Zdzisław-Krzyszkowiak, Bydgoszcz                                   |                                                                          |
| 18h00         | Valanta 87e (pen.) | (0 - 1) | 39e Konté | Spectateurs : 2 876 Arbitrage : Davide Massa Arbitre vidéo : Marco Guida | Spectateurs : 2 876 Arbitrage : Davide Massa Arbitre vidéo : Marco Guida |
| 18h00         | Rapport            |         |           | Spectateurs : 2 876 Arbitrage : Davide Massa Arbitre vidéo : Marco Guida | Spectateurs : 2 876 Arbitrage : Davide Massa Arbitre vidéo : Marco Guida |

| Samedi 25 mai | France                  | 2 - 0   | Arabie saoudite | Stade municipal de Gdynia, Gdynia                                                 |                                                                                   |
| 18h00         | Fofana 43e · Gouiri 75e | (1 - 0) |                 | Spectateurs : 6 100 Arbitrage : Fernando Rapallini Arbitre vidéo : Wilton Sampaio | Spectateurs : 6 100 Arbitrage : Fernando Rapallini Arbitre vidéo : Wilton Sampaio |
| 18h00         | Rapport                 |         |                 | Spectateurs : 6 100 Arbitrage : Fernando Rapallini Arbitre vidéo : Wilton Sampaio | Spectateurs : 6 100 Arbitrage : Fernando Rapallini Arbitre vidéo : Wilton Sampaio |

2e journée
| Mardi 28 mai | Panama  | 0 - 2   | France                     | Stade Zdzisław-Krzyszkowiak, Bydgoszcz                                           |                                                                                  |
| 18h00        |         | (0 - 1) | 44e Zagadou · 52e Cuisance | Spectateurs : 5 656 Arbitrage : Leodán González Arbitre vidéo : Jesus Valenzuela | Spectateurs : 5 656 Arbitrage : Leodán González Arbitre vidéo : Jesus Valenzuela |
| 18h00        | Rapport |         |                            | Spectateurs : 5 656 Arbitrage : Leodán González Arbitre vidéo : Jesus Valenzuela | Spectateurs : 5 656 Arbitrage : Leodán González Arbitre vidéo : Jesus Valenzuela |

| Mardi 28 mai | Arabie saoudite                                          | 3 - 4   | Mali                                           | Stade municipal de Gdynia, Gdynia                                                                |                                                                                                  |
| 20h30        | Al-Buraikan 9e · Al-Tambakti 20e (pen.) · Al-Ghannam 64e | (2 - 1) | 36e Koïta · 54e Koné · 70e Traoré · 90e Camara | Spectateurs : 1 707 Arbitrage : Slavko Vinčić Arbitre vidéo : Alejandro José Hernández Hernández | Spectateurs : 1 707 Arbitrage : Slavko Vinčić Arbitre vidéo : Alejandro José Hernández Hernández |
| 20h30        | Rapport                                                  |         |                                                | Spectateurs : 1 707 Arbitrage : Slavko Vinčić Arbitre vidéo : Alejandro José Hernández Hernández | Spectateurs : 1 707 Arbitrage : Slavko Vinčić Arbitre vidéo : Alejandro José Hernández Hernández |

3e journée
| Vendredi 31 mai | Arabie saoudite | 1 - 2   | Panama                    | Stade Zdzisław-Krzyszkowiak, Bydgoszcz                                  |                                                                         |
| 18h00           | Albrikan 53e    | (0 - 1) | 7e McKenzie · 78e Valanta | Spectateurs : 3 305 Arbitrage : Ndala Ngambo Arbitre vidéo : Alan Kelly | Spectateurs : 3 305 Arbitrage : Ndala Ngambo Arbitre vidéo : Alan Kelly |
| 18h00           | Rapport         |         |                           | Spectateurs : 3 305 Arbitrage : Ndala Ngambo Arbitre vidéo : Alan Kelly | Spectateurs : 3 305 Arbitrage : Ndala Ngambo Arbitre vidéo : Alan Kelly |

| Vendredi 31 mai | Mali                      | 2 - 3   | France                                       | Stade municipal de Gdynia, Gdynia                                                                |                                                                                                  |
| 18h00           | Koïta 14e · Diakité 90+6e | (1 - 1) | 12e Cuisance · 65e (pen.) Diaby · 87e Gouiri | Spectateurs : 5 445 Arbitrage : Said Martinez Arbitre vidéo : Alejandro José Hernández Hernández | Spectateurs : 5 445 Arbitrage : Said Martinez Arbitre vidéo : Alejandro José Hernández Hernández |
| 18h00           | Rapport                   |         |                                              | Spectateurs : 5 445 Arbitrage : Said Martinez Arbitre vidéo : Alejandro José Hernández Hernández | Spectateurs : 5 445 Arbitrage : Said Martinez Arbitre vidéo : Alejandro José Hernández Hernández |

### Groupe F
| Rang | Équipe         | Pts | J | G | N | P | Bp | Bc | Diff |
| ---- | -------------- | --- | - | - | - | - | -- | -- | ---- |
| 1    | Argentine      | 6   | 3 | 2 | 0 | 1 | 8  | 4  | +4   |
| 2    | Corée du Sud   | 6   | 3 | 2 | 0 | 1 | 3  | 2  | +1   |
| 3    | Portugal       | 4   | 3 | 1 | 1 | 1 | 2  | 3  | -1   |
| 4    | Afrique du Sud | 1   | 3 | 0 | 1 | 2 | 3  | 7  | -4   |

1re journée
| Samedi 25 mai | Portugal   | 1 - 0   | Corée du Sud | Stade municipal de Bielsko-Biała, Bielsko-Biała                                                       | |
| 15h30         | Trincão 7e | (1 - 0) |              | Spectateurs : 6 344 Arbitrage : Abdelkader Zitouni Arbitre vidéo : Alejandro José Hernández Hernández | Spectateurs : 6 344 Arbitrage : Abdelkader Zitouni Arbitre vidéo : Alejandro José Hernández Hernández |
| 15h30         | Rapport    |         |              | Spectateurs : 6 344 Arbitrage : Abdelkader Zitouni Arbitre vidéo : Alejandro José Hernández Hernández | Spectateurs : 6 344 Arbitrage : Abdelkader Zitouni Arbitre vidéo : Alejandro José Hernández Hernández |

| Samedi 25 mai | Argentine                                                  | 5 - 2   | Afrique du Sud                   | Stade municipal de Tychy, Tychy                                              |                                                                              |
| 20h30         | Vera 4e · Barco 62e (pen.) 71e · Álvarez 78e · Gaich 90+2e | (1 - 1) | 23e Phillips · 85e (pen.) Foster | Spectateurs : 8 351 Arbitrage : Ivan Kružliak Arbitre vidéo : Pol van Boekel | Spectateurs : 8 351 Arbitrage : Ivan Kružliak Arbitre vidéo : Pol van Boekel |
| 20h30         | Rapport                                                    |         |                                  | Spectateurs : 8 351 Arbitrage : Ivan Kružliak Arbitre vidéo : Pol van Boekel | Spectateurs : 8 351 Arbitrage : Ivan Kružliak Arbitre vidéo : Pol van Boekel |

2e journée
| Mardi 28 mai | Portugal | 0 - 2   | Argentine             | Stade municipal de Bielsko-Biała, Bielsko-Biała                           |                                                                           |
| 18h00        |          | (0 - 1) | 33e Gaich · 84e Pérez | Spectateurs : 11 874 Arbitrage : Ismail Elfath Arbitre vidéo : Alan Kelly | Spectateurs : 11 874 Arbitrage : Ismail Elfath Arbitre vidéo : Alan Kelly |
| 18h00        | Rapport  |         |                       | Spectateurs : 11 874 Arbitrage : Ismail Elfath Arbitre vidéo : Alan Kelly | Spectateurs : 11 874 Arbitrage : Ismail Elfath Arbitre vidéo : Alan Kelly |

| Mardi 28 mai | Afrique du Sud | 0 - 1   | Corée du Sud     | Stade municipal de Tychy, Tychy                                                  |                                                                                  |
| 20h30        |                | (0 - 0) | 69e Kim Hyun-Woo | Spectateurs : 2 698 Arbitrage : Fernando Guerrero Arbitre vidéo : Julio Bascunan | Spectateurs : 2 698 Arbitrage : Fernando Guerrero Arbitre vidéo : Julio Bascunan |
| 20h30        | Rapport        |         |                  | Spectateurs : 2 698 Arbitrage : Fernando Guerrero Arbitre vidéo : Julio Bascunan | Spectateurs : 2 698 Arbitrage : Fernando Guerrero Arbitre vidéo : Julio Bascunan |

3e journée
| Vendredi 31 mai | Afrique du Sud     | 1 - 1   | Portugal | Stade municipal de Bielsko-Biała, Bielsko-Biała                               |                                                                               |
| 20h30           | Monyane 52e (pen.) | (0 - 1) | 19e Leão | Spectateurs : 7 429 Arbitrage : Alexis Herrera Arbitre vidéo : Julio Bascunan | Spectateurs : 7 429 Arbitrage : Alexis Herrera Arbitre vidéo : Julio Bascunan |
| 20h30           | Rapport            |         |          | Spectateurs : 7 429 Arbitrage : Alexis Herrera Arbitre vidéo : Julio Bascunan | Spectateurs : 7 429 Arbitrage : Alexis Herrera Arbitre vidéo : Julio Bascunan |

| Vendredi 31 mai | Corée du Sud                       | 2 - 1   | Argentine    | Stade municipal de Bielsko-Biała, Bielsko-Biała                               |                                                                               |
| 20h30           | Oh Se-hun 43e · Cho Young-wook 58e | (1 - 0) | 88e Ferreira | Spectateurs : 10 129 Arbitrage : Benoît Bastien Arbitre vidéo : Benoît Millot | Spectateurs : 10 129 Arbitrage : Benoît Bastien Arbitre vidéo : Benoît Millot |
| 20h30           | Rapport                            |         |              | Spectateurs : 10 129 Arbitrage : Benoît Bastien Arbitre vidéo : Benoît Millot | Spectateurs : 10 129 Arbitrage : Benoît Bastien Arbitre vidéo : Benoît Millot |

### Classement des troisièmes
Les 4 meilleurs troisièmes sont repêchés pour compléter le tableau des huitièmes de finale.
| Groupe | Équipe   | Pts | J | G | N | P | Bp | Bc | Diff |
| ------ | -------- | --- | - | - | - | - | -- | -- | ---- |
| A      | Pologne  | 4   | 3 | 1 | 1 | 1 | 5  | 2  | +3   |
| D      | Nigeria  | 4   | 3 | 1 | 1 | 1 | 5  | 3  | +2   |
| B      | Équateur | 4   | 3 | 1 | 1 | 1 | 2  | 2  | 0    |
| E      | Panama   | 4   | 3 | 1 | 1 | 1 | 3  | 4  | -1   |
| F      | Portugal | 4   | 3 | 1 | 1 | 1 | 2  | 3  | -1   |
| C      | Norvège  | 3   | 3 | 1 | 0 | 2 | 13 | 5  | +8   |

## Tableau final
|  | Huitièmes de finale    | Huitièmes de finale    |              |                        | Quarts de finale       | Quarts de finale |          |  | Demi-finales     | Demi-finales     |  |  | Finale         | Finale         |
|  | Huitièmes de finale    | Huitièmes de finale    |              |                        | Quarts de finale       | Quarts de finale |          |  | Demi-finales     | Demi-finales     |  |  | Finale         | Finale         |
|  |                        |                        |              |                        |                        |                  |          |  |                  |                  |  |  |                |                |
|  | 2 juin à Łódź          | 2 juin à Łódź          |              |                        | 7 juin à Łódź          | 7 juin à Łódź    |          |  | 11 juin à Gdynia | 11 juin à Gdynia |  |  | 15 juin à Łódź | 15 juin à Łódź |
|  | 2 juin à Łódź          | 2 juin à Łódź          |              |                        | 7 juin à Łódź          | 7 juin à Łódź    |          |  | 11 juin à Gdynia | 11 juin à Gdynia |  |  | 15 juin à Łódź | 15 juin à Łódź |
|  | Colombie               | 1ap (5)                |              |                        | 7 juin à Łódź          | 7 juin à Łódź    |          |  | 11 juin à Gdynia | 11 juin à Gdynia |  |  | 15 juin à Łódź | 15 juin à Łódź |
|  | Colombie               | 1ap (5)                |              |                        | 7 juin à Łódź          | 7 juin à Łódź    |          |  | 11 juin à Gdynia | 11 juin à Gdynia |  |  | 15 juin à Łódź | 15 juin à Łódź |
|  | Nouvelle-Zélande       | 1 tab(4)               |              |                        | 7 juin à Łódź          | 7 juin à Łódź    |          |  | 11 juin à Gdynia | 11 juin à Gdynia |  |  | 15 juin à Łódź | 15 juin à Łódź |
|  | Nouvelle-Zélande       | 1 tab(4)               | Colombie     | 0                      |                        |                  |          |  | 11 juin à Gdynia | 11 juin à Gdynia |  |  | 15 juin à Łódź | 15 juin à Łódź |
|  | 3 juin à Tychy         |                        | Colombie     | 0                      |                        |                  |          |  | 11 juin à Gdynia | 11 juin à Gdynia |  |  | 15 juin à Łódź | 15 juin à Łódź |
|  |                        | Ukraine                | 1            |                        |                        |                  |          |  | 11 juin à Gdynia | 11 juin à Gdynia |  |  | 15 juin à Łódź | 15 juin à Łódź |
|  | Ukraine                | Ukraine                | 1            | 4                      |                        |                  |          |  | 11 juin à Gdynia | 11 juin à Gdynia |  |  | 15 juin à Łódź | 15 juin à Łódź |
|  | Ukraine                | 7 juin à Tychy         |              | 4                      |                        |                  |          |  | 11 juin à Gdynia | 11 juin à Gdynia |  |  | 15 juin à Łódź | 15 juin à Łódź |
|  | Panama                 | 1                      |              |                        |                        |                  |          |  | 11 juin à Gdynia | 11 juin à Gdynia |  |  | 15 juin à Łódź | 15 juin à Łódź |
|  | Panama                 | 1                      | Ukraine      | 1                      |                        |                  |          |  |                  |                  |  |  | 15 juin à Łódź | 15 juin à Łódź |
|  | 2 juin à Gdynia        |                        | Ukraine      | 1                      |                        |                  |          |  |                  |                  |  |  | 15 juin à Łódź | 15 juin à Łódź |
|  |                        | Italie                 | 0            |                        |                        |                  |          |  |                  |                  |  |  | 15 juin à Łódź | 15 juin à Łódź |
|  | Italie                 | Italie                 | 0            | 1                      |                        |                  |          |  |                  |                  |  |  | 15 juin à Łódź | 15 juin à Łódź |
|  | Italie                 | 11 juin à Lublin       |              | 1                      |                        |                  |          |  |                  |                  |  |  | 15 juin à Łódź | 15 juin à Łódź |
|  | Pologne                | 0                      |              |                        |                        |                  |          |  |                  |                  |  |  | 15 juin à Łódź | 15 juin à Łódź |
|  | Pologne                | 0                      | Italie       | 4                      |                        |                  |          |  |                  |                  |  |  | 15 juin à Łódź | 15 juin à Łódź |
|  | 4 juin à Bielsko-Biała |                        | Italie       | 4                      |                        |                  |          |  |                  |                  |  |  | 15 juin à Łódź | 15 juin à Łódź |
|  |                        | Mali                   | 2            |                        |                        |                  |          |  |                  |                  |  |  | 15 juin à Łódź | 15 juin à Łódź |
|  | Argentine              | Mali                   | 2            | 2ap (4)                |                        |                  |          |  |                  |                  |  |  | 15 juin à Łódź | 15 juin à Łódź |
|  | Argentine              | 8 juin à Gdynia        |              | 2ap (4)                |                        |                  |          |  |                  |                  |  |  | 15 juin à Łódź | 15 juin à Łódź |
|  | Mali                   | 2 tab(5)               |              |                        |                        |                  |          |  |                  |                  |  |  | 15 juin à Łódź | 15 juin à Łódź |
|  | Mali                   | 2 tab(5)               | Ukraine      | 3                      |                        |                  |          |  |                  |                  |  |  |                |                |
|  | 4 juin à Bydgoszcz     |                        | Ukraine      | 3                      |                        |                  |          |  |                  |                  |  |  |                |                |
|  |                        | Corée du Sud           | 1            |                        |                        |                  |          |  |                  |                  |  |  |                |                |
|  | France                 | Corée du Sud           | 1            | 2                      |                        |                  |          |  |                  |                  |  |  |                |                |
|  | France                 |                        |              | 2                      |                        |                  |          |  |                  |                  |  |  |                |                |
|  | États-Unis             | 3                      |              |                        |                        |                  |          |  |                  |                  |  |  |                |                |
|  | États-Unis             | 3                      | États-Unis   | 1                      |                        |                  |          |  |                  |                  |  |  |                |                |
|  | 3 juin à Lublin        |                        | États-Unis   | 1                      |                        |                  |          |  |                  |                  |  |  |                |                |
|  |                        | Équateur               | 2            |                        |                        |                  |          |  |                  |                  |  |  |                |                |
|  | Uruguay                | Équateur               | 2            | 1                      |                        |                  |          |  |                  |                  |  |  |                |                |
|  | Uruguay                | 8 juin à Bielsko-Biała |              | 1                      |                        |                  |          |  |                  |                  |  |  |                |                |
|  | Équateur               | 3                      |              |                        |                        |                  |          |  |                  |                  |  |  |                |                |
|  | Équateur               | 3                      | Équateur     | 0                      |                        |                  |          |  |                  |                  |  |  |                |                |
|  | 4 juin à Lublin        |                        | Équateur     | 0                      |                        |                  |          |  |                  |                  |  |  |                |                |
|  |                        | Corée du Sud           | 1            |                        |                        |                  |          |  |                  |                  |  |  |                |                |
|  | Japon                  | Corée du Sud           | 1            | 0                      |                        |                  |          |  |                  |                  |  |  |                |                |
|  | Japon                  |                        |              | 0                      |                        |                  |          |  |                  |                  |  |  |                |                |
|  | Corée du Sud           | 1                      |              | Match pour la 3e place | Match pour la 3e place |                  |          |  |                  |                  |  |  |                |                |
|  | Corée du Sud           | 1                      | Corée du Sud | Match pour la 3e place | Match pour la 3e place | 3ap (3)          |          |  |                  |                  |  |  |                |                |
|  | 3 juin à Łódź          | 3 juin à Łódź          | Corée du Sud | 14 juin à Gdynia       | 14 juin à Gdynia       | 3ap (3)          |          |  |                  |                  |  |  |                |                |
|  | 3 juin à Łódź          | 3 juin à Łódź          |              | 14 juin à Gdynia       | 14 juin à Gdynia       | Sénégal          | 3 tab(2) |  |                  |                  |  |  |                |                |
|  | Sénégal                | 2                      | Italie       | 0                      |                        | Sénégal          | 3 tab(2) |  |                  |                  |  |  |                |                |
|  | Sénégal                | 2                      | Italie       | 0                      |                        |                  |          |  |                  |                  |  |  |                |                |
|  | Nigeria                | 1                      |              | Équateur               | 1 ap                   |                  |          |  |                  |                  |  |  |                |                |
|  | Nigeria                | 1                      |              | Équateur               | 1 ap                   |                  |          |  |                  |                  |  |  |                |                |

### Huitièmes de finale
| 1/8                   | Italie               | 1 - 0   | Pologne | Stade municipal de Gdynia, Gdynia                                                        |                                                                                          |
| Dimanche 2 juin 17h30 | Pinamonti 38e (pen.) | (1 - 0) |         | Spectateurs : 10 232 Arbitrage : Jesús Gil Manzano Arbitre vidéo : Juan Martinez Manuera | Spectateurs : 10 232 Arbitrage : Jesús Gil Manzano Arbitre vidéo : Juan Martinez Manuera |
| Dimanche 2 juin 17h30 | Rapport              |         |         | Spectateurs : 10 232 Arbitrage : Jesús Gil Manzano Arbitre vidéo : Juan Martinez Manuera | Spectateurs : 10 232 Arbitrage : Jesús Gil Manzano Arbitre vidéo : Juan Martinez Manuera |

| 1/8                   | Colombie                                                        | 1 - 1 ap          | Nouvelle-Zélande                                             | Stade Ludwik-Sobolewski, Łódź                                                                   |                                                                                                 |
| Dimanche 2 juin 20h30 | Reyes 11e                                                       | (1 - 1)           | 35e Just                                                     | Spectateurs : 9 283 Arbitrage : Ahmed Al-Kaf Arbitre vidéo : Alejandro José Hernández Hernández | Spectateurs : 9 283 Arbitrage : Ahmed Al-Kaf Arbitre vidéo : Alejandro José Hernández Hernández |
| Dimanche 2 juin 20h30 | Rapport                                                         |                   |                                                              | Spectateurs : 9 283 Arbitrage : Ahmed Al-Kaf Arbitre vidéo : Alejandro José Hernández Hernández | Spectateurs : 9 283 Arbitrage : Ahmed Al-Kaf Arbitre vidéo : Alejandro José Hernández Hernández |
| Dimanche 2 juin 20h30 | Vera · Carbonero · Perea · Sandoval · Angulo · Balanta · Cuesta | Tirs au but 5 - 4 | Singh · Bell · Mata · Stensness · McCowatt · Cacace · Conroy | Spectateurs : 9 283 Arbitrage : Ahmed Al-Kaf Arbitre vidéo : Alejandro José Hernández Hernández | Spectateurs : 9 283 Arbitrage : Ahmed Al-Kaf Arbitre vidéo : Alejandro José Hernández Hernández |

| 1/8                | Uruguay    | 1 - 3   | Équateur                                              | Arena Lublin, Lublin                                                       |                                                                            |
| Lundi 3 juin 17h30 | Araújo 11e | (1 - 1) | 31e (pen.) Alvarado · 75e Quintero · 83e (pen.) Plata | Spectateurs : 10 562 Arbitrage : Michael Oliver Arbitre vidéo : Alan Kelly | Spectateurs : 10 562 Arbitrage : Michael Oliver Arbitre vidéo : Alan Kelly |
| Lundi 3 juin 17h30 | Rapport    |         |                                                       | Spectateurs : 10 562 Arbitrage : Michael Oliver Arbitre vidéo : Alan Kelly | Spectateurs : 10 562 Arbitrage : Michael Oliver Arbitre vidéo : Alan Kelly |

| 1/8                | Ukraine                                   | 4 - 1   | Panama     | Stade municipal de Tychy, Tychy                                                |                                                                                |
| Lundi 3 juin 17h30 | Sikan 23e 45+1e · Popov 41e · Buletsa 83e | (3 - 0) | 50e Walker | Spectateurs : 7 219 Arbitrage : Leodán González Arbitre vidéo : Julio Bascunan | Spectateurs : 7 219 Arbitrage : Leodán González Arbitre vidéo : Julio Bascunan |
| Lundi 3 juin 17h30 | Rapport                                   |         |            | Spectateurs : 7 219 Arbitrage : Leodán González Arbitre vidéo : Julio Bascunan | Spectateurs : 7 219 Arbitrage : Leodán González Arbitre vidéo : Julio Bascunan |

| 1/8                | Sénégal                 | 2 - 1   | Nigeria  | Stade Ludwik-Sobolewski, Łódź                                            |                                                                          |
| Lundi 3 juin 20h30 | Sagna 36e · Niane 45+3e | (2 - 0) | 50e Okon | Spectateurs : 6 854 Arbitrage : Davide Massa Arbitre vidéo : Marco Guida | Spectateurs : 6 854 Arbitrage : Davide Massa Arbitre vidéo : Marco Guida |
| Lundi 3 juin 20h30 | Rapport                 |         |          | Spectateurs : 6 854 Arbitrage : Davide Massa Arbitre vidéo : Marco Guida | Spectateurs : 6 854 Arbitrage : Davide Massa Arbitre vidéo : Marco Guida |

| 1/8                | Japon   | 0 - 1   | Corée du Sud  | Arena Lublin, Lublin                                                                |                                                                                     |
| Mardi 4 juin 17h30 |         | (0 - 0) | 84e Oh Se-hun | Spectateurs : 10 021 Arbitrage : Maguette N'Diaye Arbitre vidéo : Artur Soares Dias | Spectateurs : 10 021 Arbitrage : Maguette N'Diaye Arbitre vidéo : Artur Soares Dias |
| Mardi 4 juin 17h30 | Rapport |         |               | Spectateurs : 10 021 Arbitrage : Maguette N'Diaye Arbitre vidéo : Artur Soares Dias | Spectateurs : 10 021 Arbitrage : Maguette N'Diaye Arbitre vidéo : Artur Soares Dias |

| 1/8                | France                  | 2 - 3   | États-Unis                  | Stade Zdzisław-Krzyszkowiak, Bydgoszcz                                       |                                                                              |
| Mardi 4 juin 17h30 | Gouiri 41e · Alioui 55e | (1 - 1) | 25e 74e Soto · 83e Rennicks | Spectateurs : 8 469 Arbitrage : Raphael Claus Arbitre vidéo : Wilton Sampaio | Spectateurs : 8 469 Arbitrage : Raphael Claus Arbitre vidéo : Wilton Sampaio |
| Mardi 4 juin 17h30 | Rapport                 |         |                             | Spectateurs : 8 469 Arbitrage : Raphael Claus Arbitre vidéo : Wilton Sampaio | Spectateurs : 8 469 Arbitrage : Raphael Claus Arbitre vidéo : Wilton Sampaio |

| 1/8                | Argentine                               | 2 - 2 ap          | Mali                                     | Stade municipal de Bielsko-Biała, Bielsko-Biała                                  |                                                                                  |
| Mardi 4 juin 20h30 | Gaich 49e · Diaby 91e (csc)             | (0 - 0)           | 67e Diaby · 120+1e Konté                 | Spectateurs : 9 146 Arbitrage : Fernando Guerrero Arbitre vidéo : Pol van Boekel | Spectateurs : 9 146 Arbitrage : Fernando Guerrero Arbitre vidéo : Pol van Boekel |
| Mardi 4 juin 20h30 | Rapport                                 |                   |                                          | Spectateurs : 9 146 Arbitrage : Fernando Guerrero Arbitre vidéo : Pol van Boekel | Spectateurs : 9 146 Arbitrage : Fernando Guerrero Arbitre vidéo : Pol van Boekel |
| Mardi 4 juin 20h30 | Pérez · Chancalay · Gaich · Sosa · Vera | Tirs au but 4 - 5 | Dramé · Traoré · Koïta · Diaby · Sissoko | Spectateurs : 9 146 Arbitrage : Fernando Guerrero Arbitre vidéo : Pol van Boekel | Spectateurs : 9 146 Arbitrage : Fernando Guerrero Arbitre vidéo : Pol van Boekel |

### Quarts de finale
| 1/4                   | Colombie | 0 - 1   | Ukraine   | Stade Ludwik-Sobolewski, Łódź                                                      |                                                                                    |
| Vendredi 7 juin 15h30 |          | (0 - 1) | 11e Sikan | Spectateurs : 8 443 Arbitrage : Mustapha Ghorbal Arbitre vidéo : Artur Soares Dias | Spectateurs : 8 443 Arbitrage : Mustapha Ghorbal Arbitre vidéo : Artur Soares Dias |
| Vendredi 7 juin 15h30 | Rapport  |         |           | Spectateurs : 8 443 Arbitrage : Mustapha Ghorbal Arbitre vidéo : Artur Soares Dias | Spectateurs : 8 443 Arbitrage : Mustapha Ghorbal Arbitre vidéo : Artur Soares Dias |

| 1/4                   | Italie                                                   | 4 - 2   | Mali                                   | Stade municipal de Tychy, Tychy                                           |                                                                           |
| Vendredi 7 juin 18h30 | Koné 12e (csc) · Pinamonti 60e 83e (pen.) · Frattesi 84e | (1 - 1) | 38e Koita · 79e Camara · , 21e Diakité | Spectateurs : 11 567 Arbitrage : Ismail Elfath Arbitre vidéo : Alan Kelly | Spectateurs : 11 567 Arbitrage : Ismail Elfath Arbitre vidéo : Alan Kelly |
| Vendredi 7 juin 18h30 | Rapport                                                  |         |                                        | Spectateurs : 11 567 Arbitrage : Ismail Elfath Arbitre vidéo : Alan Kelly | Spectateurs : 11 567 Arbitrage : Ismail Elfath Arbitre vidéo : Alan Kelly |

| 1/4                 | États-Unis | 1 - 2   | Équateur                     | Stade municipal de Gdynia, Gdynia                                             |                                                                               |
| Samedi 8 juin 17h30 | Weah 36e   | (1 - 2) | 30e Cifuentes · 43e Espinoza | Spectateurs : 6 389 Arbitrage : Benoît Bastien Arbitre vidéo : Pol van Boekel | Spectateurs : 6 389 Arbitrage : Benoît Bastien Arbitre vidéo : Pol van Boekel |
| Samedi 8 juin 17h30 | Rapport    |         |                              | Spectateurs : 6 389 Arbitrage : Benoît Bastien Arbitre vidéo : Pol van Boekel | Spectateurs : 6 389 Arbitrage : Benoît Bastien Arbitre vidéo : Pol van Boekel |

| 1/4                 | Corée du Sud                                                     | 3 - 3 ap          | Sénégal                                     | Stade municipal de Bielsko-Biała, Bielsko-Biała                                 |                                                                                 |
| Samedi 8 juin 20h30 | Kang-in Lee 62e (pen.) · Lee Ji-Sol 90+9e · Cho Young-wook 96e   | (0 - 1)           | 37e Diagne · 76e (pen.) Niane · 120+1e Ciss | Spectateurs : 10 627 Arbitrage : Leodán González Arbitre vidéo : Julio Bascunan | Spectateurs : 10 627 Arbitrage : Leodán González Arbitre vidéo : Julio Bascunan |
| Samedi 8 juin 20h30 | Rapport                                                          |                   |                                             | Spectateurs : 10 627 Arbitrage : Leodán González Arbitre vidéo : Julio Bascunan | Spectateurs : 10 627 Arbitrage : Leodán González Arbitre vidéo : Julio Bascunan |
| Samedi 8 juin 20h30 | Jungmin Kim · Cho Young-wook · Um Won-sang · Choi Jun · Sehun Oh | Tirs au but 3 - 2 | Danfa · Mbow · Ciss · Ndiaye · Diagne       | Spectateurs : 10 627 Arbitrage : Leodán González Arbitre vidéo : Julio Bascunan | Spectateurs : 10 627 Arbitrage : Leodán González Arbitre vidéo : Julio Bascunan |

### Demi-finale
| 1/2                 | Ukraine     | 1 - 0   | Italie | Stade municipal de Gdynia, Gdynia                                            |                                                                              |
| Mardi 11 juin 17h30 | Buletsa 65e | (0 - 0) |        | Spectateurs : 7 776 Arbitrage : Raphael Claus Arbitre vidéo : Wilton Sampaio | Spectateurs : 7 776 Arbitrage : Raphael Claus Arbitre vidéo : Wilton Sampaio |
| Mardi 11 juin 17h30 | Rapport     |         |        | Spectateurs : 7 776 Arbitrage : Raphael Claus Arbitre vidéo : Wilton Sampaio | Spectateurs : 7 776 Arbitrage : Raphael Claus Arbitre vidéo : Wilton Sampaio |

| 1/2                 | Équateur | 0 - 1   | Corée du Sud | Arena Lublin, Lublin                                                       |                                                                            |
| Mardi 11 juin 20h30 |          | (0 - 1) | 39e Choi Jun | Spectateurs : 12 614 Arbitrage : Michael Oliver Arbitre vidéo : Alan Kelly | Spectateurs : 12 614 Arbitrage : Michael Oliver Arbitre vidéo : Alan Kelly |
| Mardi 11 juin 20h30 | Rapport  |         |              | Spectateurs : 12 614 Arbitrage : Michael Oliver Arbitre vidéo : Alan Kelly | Spectateurs : 12 614 Arbitrage : Michael Oliver Arbitre vidéo : Alan Kelly |

### Match pour la3eplace
| Vendredi 14 juin | Italie  | 0 - 1 ap              | Équateur  | Stade municipal de Gdynia, Gdynia                                                                    | |
| 20h30            |         | (0 - 0, 0 - 0, 0 - 1) | 104e Mina | Spectateurs : 8 937 Arbitrage : Jesús Gil Manzano Arbitre vidéo : Alejandro José Hernández Hernández | Spectateurs : 8 937 Arbitrage : Jesús Gil Manzano Arbitre vidéo : Alejandro José Hernández Hernández |
| 20h30            | Rapport |                       |           | Spectateurs : 8 937 Arbitrage : Jesús Gil Manzano Arbitre vidéo : Alejandro José Hernández Hernández | Spectateurs : 8 937 Arbitrage : Jesús Gil Manzano Arbitre vidéo : Alejandro José Hernández Hernández |

### Finale
| Finale               | Ukraine                             | 3 - 1   | Corée du Sud          | Stade Ludwik-Sobolewski, Łódź                                             |                                                                           |
| Samedi 15 juin 18h00 | Supryaha 34e 53e · Tsitaishvili 89e | (1 - 1) | 5e (pen.) Kang-in Lee | Spectateurs : 16 344 Arbitrage : Ismail Elfath Arbitre vidéo : Alan Kelly | Spectateurs : 16 344 Arbitrage : Ismail Elfath Arbitre vidéo : Alan Kelly |
| Samedi 15 juin 18h00 | Rapport                             |         |                       | Spectateurs : 16 344 Arbitrage : Ismail Elfath Arbitre vidéo : Alan Kelly | Spectateurs : 16 344 Arbitrage : Ismail Elfath Arbitre vidéo : Alan Kelly |

## Récompenses
Les récompenses ont été attribuées à la fin de la compétition
| Ballon d'or                                | Ballon d'argent                          | Ballon de bronze                        |
| ------------------------------------------ | ---------------------------------------- | --------------------------------------- |
| Lee Kang-in                                | Serhiï Bouletsa                          | Gonzalo Plata                           |
| Soulier d'or                               | Soulier d'argent                         | Soulier de bronze                       |
| Erling Haaland (9 buts, 0 passe décisives) | Danylo Sikane (4 buts, 0 passe décisive) | Amadou Sagna (4 buts, 0 passe décisive) |
| Gant d'or                                  |                                          |                                         |
| Andriy Lunin                               |                                          |                                         |
| Prix du Fair-play                          |                                          |                                         |
| Japon                                      |                                          |                                         |